# 1917 (филм)
„1917“ е американско-британски военен филм от 2019 г., режисиран и продуциран от Сам Мендес, който е съсценарист със Кристи Уилсън-Карис. Във филма участват Джордж МакКей, Дийн-Чарлс Чапман, Марк Стронг, Андрю Скот, Ричард Мадън, Клеър Дубуркю, Колин Фърт и Бенедикт Къмбърбач.